# Njasvizj
Njasvizj (belarusiska: Нясвіж, även ryska: Несвиж: Nesvizj)  är en stad i Minsks voblast i Belarus. Staden är administrativt centrum i distriktet Njasvizj rajon och har 15 434 invånare.
Orten omnämns första gången 1223. År 1582 påbörjades Njasvizj slott som idag räknas som världsarv. Den 13 mars 1706 sammandrabbade ryska och svenska trupper här i slaget vid Nieśwież.
I staden föddes den berömde geologen Ignacy Domeyko (1802–1889). 